# Orang Minyak
L'Orang Minyak (« homme huileux » en malais) est une créature cryptide du folklore malaisien. Il est décrit comme recouvert de graisse noire brillante et enlève les jeunes femmes la nuit.

## Légendes
Selon la légende malaisienne, l'Orang Minyak est une créature qui enlève des jeunes femmes la nuit. La créature serait capable de grimper aux murs et d'attraper ses victimes tout en évitant sa capture en raison de son revêtement glissant. Selon certains folkloristes, l'Orang Minyak a été alternativement décrit comme apparaissant nu ou portant « une paire de maillots de bain noirs » et un certain nombre d'histoires le décrivent comme un violeur qui ne cible que les vierges. 
À partir des années 1950, l'Orang Minyak est traditionnellement blâmé dès qu'un viol est commis et des étudiantes malaisiennes superstitieuses tentent de repousser la créature en enfilant des vêtements en sueur « pour faire croire qu'elle venait de coucher avec un homme ». 
Une autre prétendue défense consisterait à se mordre le pouce gauche et à le couvrir avec un chiffon batik.
Certaines versions de la légende soutiennent que l'Orang Minyak est un sorcier invocateur plutôt qu'une créature surnaturelle. 
L'écrivain scientifique Benjamin Radford a décrit les contes comme « enracinés dans le mythe et le folklore » et a qualifié les capacités supposées de la créature comme « invraisemblables ». 
Selon Radford, « si une personne se couvrait réellement de cette façon, les mains et les pieds graisseux rendraient difficile de tourner les poignées de porte ou de courir, sans parler de ramper sur les côtés des bâtiments ou d'attraper un captif en difficulté ».
Dans une version de la légende, popularisée dans le film Sumpah Orang Minyak (La Malédiction de l'homme gras) réalisé par et mettant en vedette P. Ramlee, l'Orang Minyak était un homme maudit pour avoir tenté de regagner son amour par la magie. Selon l'histoire, le diable a offert d'aider la créature et de lui donner accès aux pouvoirs de la magie noire, mais seulement si l'Orang Minyak voue sa vie et sa foi à Satan et qu'il ait violé 21 vierges en une semaine. Dans une autre version, la créature est sous le contrôle d'un chaman ou d'un sorcier maléfique.
Les journaux malaisiens rapportent parfois des observations prétendues d'Orang Minyak.  
En 2012, les habitants de Kampung  Laksamana, dans le  Gombak, Selangor en Malaisie, ont affirmé avoir vu et entendu la créature à proximité de Pangsapuri Laksamana et Jalan Laksamana. Plusieurs années plus tôt, les journaux locaux diffusaient des informations sensationnelles sur un violeur au couteau recouvert d'huile, apparemment à l'imitation de l'Orang Minyak. 
Cette créature, par la nature, le comportement et l'origine supposée, semble être très similaire à Devil grease du Sri Lanka. 

## Dans la culture populaire
La légende est apparue dans un certain nombre de films, notamment :
- Orang Minyak (1958), réalisé par L. Krishnan[2]
- Sumpah Orang Minyak (1958), réalisé par P. Ramlee
- Serangan Orang Minyak (1958), réalisé par L. Krishnan
- Oily Maniac(1976), du Shaw Brothers, réalisé par Meng Hua Ho[3]
- Orang Minyak (2007)
- Pontianak vs Orang Minyak(2012), réalisé par Afdlin Shauki [4]